# Peumerit
Peumerit (do 1 sierpnia 2012 Peumérit, bret. Purid) – miejscowość i gmina we Francji, w regionie Bretania, w departamencie Finistère.
Według danych na rok 1990 gminę zamieszkiwało 729 osób, a gęstość zaludnienia wynosiła 37 osób/km² (wśród 1269 gmin Bretanii Peumérit plasuje się na 705. miejscu pod względem liczby ludności, natomiast pod względem powierzchni na miejscu 507.). 